# Рогачи (Житомирская область)
Рогачи́ (укр. Рогачі, пол. Rohacze) — село на Украине, находится в Ружинском районе Житомирской области. Административный центр Рогачёвского сельского совета.
Код КОАТУУ — 1825285601. Население по переписи 2001 года составляет 350 человек. Почтовый индекс — 13653. Телефонный код — 4138. Занимает площадь 1,795 км².

## Местный совет
Адрес местного совета: 13652, Житомирская область, Ружинский р-н, с. Рогачи, ул. Кооперативная, 28.

## История
В XIX веке село Рогачи было в составе Топоровской волости Сквирского уезда Киевской губернии. В селе была Покровская церковь.